# Château de Cordon
Ne doit pas être confondu avec le château de Sallanches (Haute-Savoie), qui porte aussi le nom de Cordon.
Le château de Cordon est un ancien château fort du XIIe siècle, centre de la seigneurie de Cordon et chef-lieu d'un mandement du Bugey, dont les ruines se dressent sur la commune de Brégnier-Cordon dans le département de l'Ain en région Auvergne-Rhône-Alpes.

## Situation
Les ruines du château féodal de Cordon sont situées dans le département français de l'Ain sur la commune de Brégnier-Cordon. Idéalement situées sur une hauteur dominant le Rhône qui servit de vigie aux marches des États de Savoie, elles occupent le sommet d'une colline de 240 mètres d'altitude, dominant la plaine du Rhône, située 40 mètres plus bas. Il contrôlait l'ancien chemin de Peyrieu aux Marches.
Le château de Cordon est situé dans la ZNIEFF de type I de la pelouse sèche de Cordon, N° régional : 01230001, qui englobe une surface de 16 hectares.

## Histoire
Le château de Cordon fut le chef-lieu d'un des plus anciens mandements du Bugey qui fit partie de la seigneurie du Bugey.
Selon Guichenon, en l'an 1137, l'empereur du Saint-Empire romain germanique Henri IV, en aurait investi Amédée II de Savoie, comte de Maurienne. Ce fait n'est pas historiquement établi ; ce qu'il y a de certain, c'est que les comtes de Savoie en possédaient la suzeraineté dès le commencement du XIIe siècle, et que ce sont eux qui le remirent, très probablement en même temps que le Valromey, à Humbert III de Beaujeu, pour former la dot d'Auxilie de Savoie, sa femme.
Le 20 juillet 1248, Humbert V de Beaujeu, connétable de France, l'engage au comte Amédée IV de Savoie, en nantissement d'une somme de 2 500 livres qu'il lui avait prêtée. Les sires de Beaujeu le conservèrent jusqu'au 31 octobre 1285, date à laquelle Louis Ier de Beaujeu le cède à Jeanne de Montfort de Chambéon, comtesse douairière de Forez et femme, en secondes noces, de Louis de Savoie, baron de Vaud.
Le château est aliéné à Louis II de Savoie, baron de Vaud auquel sont baillés les mandements de Cordon et de Pierre-Châtel avec le Valromey.
Jean de Savoie, aussi seigneur de Vaud, de Bugey et de Valromey, époux de Marguerite de Chalon, laisse les seigneuries, châteaux et mandements de Cordon, de Pierre-Châtel et de Virieu-le-Grand, à sa femme, pour ses droits, qu'elle remet au Comte Vert en 1366,.
À peine le château de Cordon fut-il uni à leur domaine que les comtes l'inféodèrent, en toute justice haute, moyenne et basse, aux gentilshommes qui en portaient le nom et dont les auteurs l'avaient peut-être fait bâtir ou en avaient pris le nom. Parmi les plus anciens membres de cette famille, on connaît Bernard de Cordon, vivant en 1182, et Josselin de Cordon, en 1200.
En 1434, le duc Amédée VIII de Savoie confisqua la terre de Cordon, pour crime de félonie, sur Aynard II de Cordon, chevalier, seigneur de Cordon et d'Évieu ; ce dernier avait pris les armes contre son suzerain. Les Cordon privés de la justice de ce mandement, ne purent recouvrer que quelques terres en dépendant dont il y eut nouvelle inféodation. Claude de Cordon, écuyer et maître d'hôtel du duc Charles de Savoie, reçut de ce prince la justice haute, moyenne et basse tant au château de Cordon que dans tout son mandement, en conséquence de quoi, par lettres datées à Chambéry du 6 juillet 1508, le duc l'autorise à dresser des fourches patibulaires à trois piliers pour l'exercice de ladite justice.
Les sires de Cordon, seigneurs d'Évieu et de Pluvy (Izieu), se transmirent de père en fils la seigneurie qu'ils conservèrent jusqu'à Jacques de Cordon, seigneur de Cordon et prieur de Saint-Benoît, archidiacre de Belley, père de Louise de Cordon, femme de Pantaléon Costa, comte de Saint-Remy.
Jacques de Cordon la donna, le 22 novembre 1696, à Jacques Costa, son petit-fils, lequel la transmit à sa sœur Anne Clémence Costa, femme de Jean-François de la Pérouse, qui en reprit le fief, en 1723. Cordon passa ensuite à la famille de Dortan, qui le vendit le 19 mai 1768 à Claude Sauvage, conseiller-maître en la cour des comptes de Dôle, dont le fils en jouissait en 1789.
Le château fut détruit probablement au XVIIe siècle, et ensuite exploité comme carrière de pierres.

## Description
Il ne reste plus qu'une partie du mur d'enceinte dont de larges ouvertures dominent le Rhône.

## Zone naturelle protégée

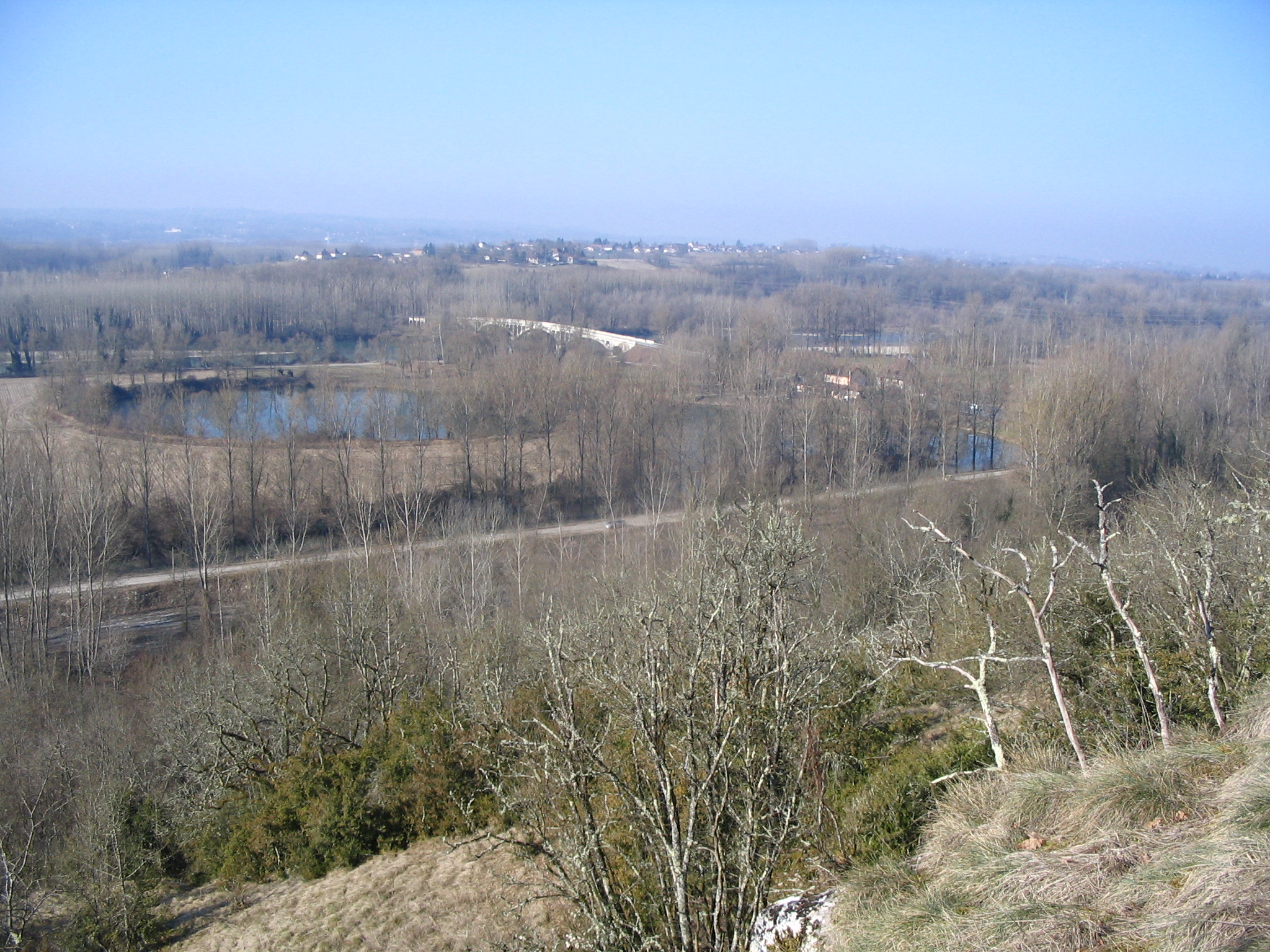
Pelouse sèche de Cordon, dominant les sablières au bord du Rhône.

Le site comprend une pelouse calcaire de type Mésobromion (pelouse maigre dominée par une graminée : le brome dressé), habitat naturel menacé qui compte parmi ceux dont la protection est considérée comme un enjeu européen.